# Abdellah Rasmal
Abdellah Rasmal (en arabe : عبد الله رسمال) est un footballeur algérien né le 2 avril 1978 à Saïda. Il évoluait au poste de milieu défensif.

## Biographie
Il évolue en première division algérienne avec les clubs, du CA Batna et de l'US Chaouia. Il dispute 35 matchs en Ligue 1.

## Palmarès
CA Batna
- Coupe d'Algérie :
  - Finaliste : 2009-10.